# マキノ智子
マキノ 智子（マキノ ともこ、1907年1月29日 - 1984年10月20日）は、日本の女優である。「日本映画の父」といわれた牧野省三の四女。父の映画の子役からスタートし、大スターとなった。本名は加藤 恵美子（かとう えみこ、旧姓：牧野）。芸名はほかにも、マキノ輝子（マキノ てるこ）、牧野智子、藤野智子（ふじの ともこ）、牧野輝子、マキノ恵美子（マキノ えみこ）、マキノ笑子（マキノ えみこ）などがある。

## 来歴・人物
京都市に生まれる。1歳年下の弟に映画監督のマキノ雅弘、2歳年下の弟に映画プロデューサーのマキノ光雄がいる。家政高等女学校（後の家政学園高等学校。現・京都文教中学校・高等学校）卒業後に、父が経営するマキノ映画製作所に入社する。

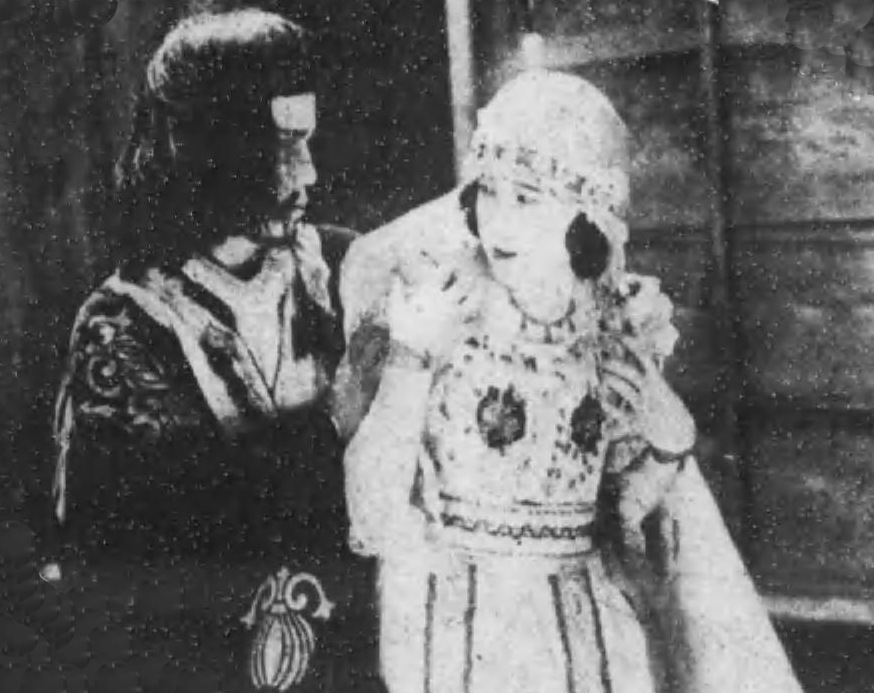
『ロビンフットの夢』（1924年）

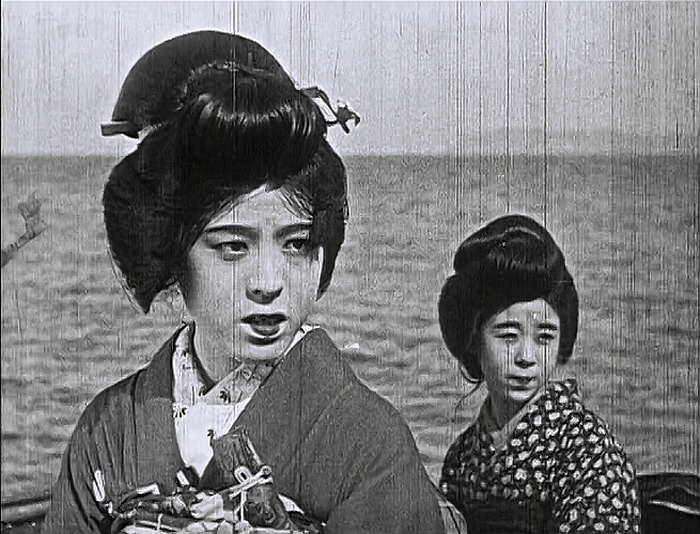
『逆流』（1924年）

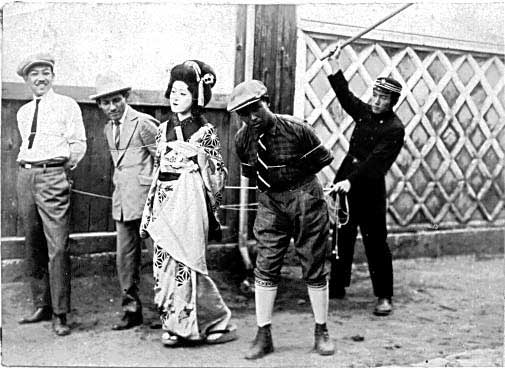
『探偵綺譚 文明の復讐』（1925年）左から寿々喜多呂九平、不明、マキノ、金森萬象、月形龍之介

「マキノ輝子」時代に、妻子ある月形龍之介と共演を続け結果、これが不倫に発展、駆け落ちをした挙句、一女を儲けている。

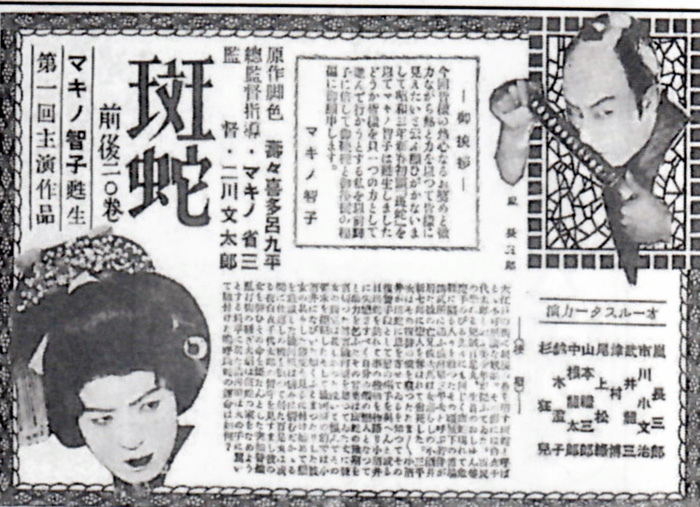
二川文太郎監督マキノ智子主演「斑蛇」（1928年）

その後、俳優の四代目澤村國太郎と結婚、長門裕之・津川雅彦の兄弟をもうける。

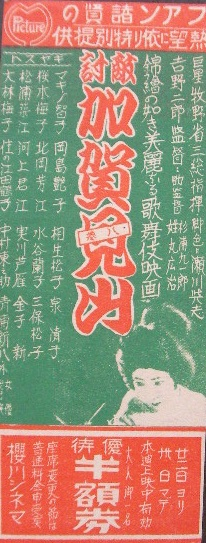
『敵討加賀見山』（1929年）公開時のチラシ。図柄はマキノ智子

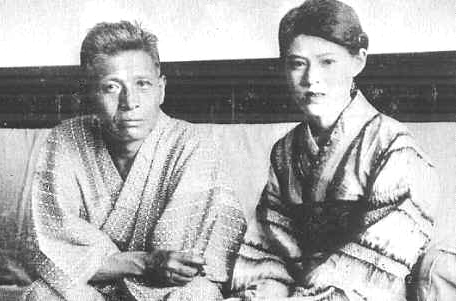
父牧野省三と（1929年より前）

戦後も女優を続け、やがて引退、1984年（昭和59年）に77歳で死去した。

## マキノ家
女優の沢村貞子、俳優の加東大介は義妹弟にあたる。

## 関連事項
- マキノ映画製作所 - 東亜キネマ - マキノ・プロダクション（牧野省三）
- マキノトーキー製作所 （マキノ正博）
- 正映マキノキネマ （高村正次）
- 東横映画 （マキノ光雄）